# Mathematical Association
Die Mathematical Association (MA) ist ein gemeinnütziger Verband für Mathematiklehrer im Vereinigten Königreich. Seit 1894 gibt sie die dreimal jährlich erscheinende The Mathematical Gazette für Mathematikdidaktik heraus.
Ihr Hauptsitz ist auf dem Campus der De Montfort University in Leicester. Sie hat daneben Regionalvertretungen in Großbritannien.

## Geschichte
Der Verband wurde 1871 als Association for the Improvement of Geometrical Teaching gegründet und 1894 in Mathematical Association umbenannt. Es war der erste in England gegründete Fachverband für Lehrer. Im März 1927 fand in Grantham ein dreitägiges Treffen zum 200. Todestag von Sir Isaac Newton statt, an dem Sir Joseph John Thomson, Sir Frank Watson Dyson, Sir Horace Lamb und Godfrey Harold Hardy teilnahmen.
In den 1960er Jahren, als eine umfassende Ausbildung eingeführt wurde, befürwortete der Verband das Eleven-plus System. Er vergibt nach Prüfung der Kandidaten ein Diplom für angehende Mathematiklehrer, die ein Universitätsstudium absolvieren.

## Präsidenten

### Präsidenten der Association for the Improvement of Geometrical Teaching
- 1871: Thomas Archer Hirst
- 1878: R.B. Hayward
- 1889: G.M. Minchin
- 1891: James Joseph Sylvester
- 1892: C. Taylor
- 1893: R. Wormell
- 1895: Joseph Larmor

### Präsidenten der Mathematical Association
- 1899–1900: Robert Stawell Ball
- 1903: Andrew Russell Forsyth
- 1915–1916: Alfred North Whitehead
- 1920: Edmund Taylor Whittaker
- 1922–1923: Thomas Little Heath
- 1924–1925: Godfrey Harold Hardy
- 1930–1931: Arthur Eddington
- 1958: Max Newman
- 1951: Mary Cartwright
- 1954: WVD Hodge
- 1956: George Temple
- 1959: Louise Doris Adams
- 1964: Ida Busbridge
- 1970: James Lighthill
- 1981: Michael Atiyah
- 1991 Alan J. Bishop
- 2020: Hannah Fry